# Pseudopercis
Pseudopercis és un gènere de peixos de la família dels pingüipèdids i de l'ordre dels perciformes.

## Etimologia
El seu nom científic prové dels mots grecs pseudes (fals) i perke (perca).

## Distribució geogràfica
Es troba a l'Atlàntic sud-occidental: des dels estats brasilers de Rio de Janeiro i São Paulo fins a l'Uruguai i el golf de San Jorge (l'Argentina).

## Taxonomia
- Pseudopercis numida (Miranda-Ribeiro, 1903)[19]
- Pseudopercis semifasciata (Cuvier, 1829)[20][21][22][23][24][25][26][27][28]

### Cladograma
| Pseudopercis | \| \| Pseudopercis numida \| \| \| \| \| \| Pseudopercis semifasciata \| \| \| \| |
|              | \| \| Pseudopercis numida \| \| \| \| \| \| Pseudopercis semifasciata \| \| \| \| |
|              | Kochichthys                                                                       |
|              |                                                                                   |
|              | Parapercis                                                                        |
|              |                                                                                   |
|              | Pinguipes                                                                         |
|              |                                                                                   |
|              | Prolatilus                                                                        |
|              |                                                                                   |
|              | Ryukyupercis                                                                      |
|              |                                                                                   |
|              | Simipercis                                                                        |
|              |                                                                                   |
|              | Pseudopercis numida                                                               |
|              |                                                                                   |
|              | Pseudopercis semifasciata                                                         |
|              |                                                                                   |

|  | Pseudopercis numida       |
|  |                           |
|  | Pseudopercis semifasciata |
|  |                           |

## Estat de conservació
Pseudopercis numida n'és l'única espècie que apareix a la Llista Vermella de la UICN, ja que és pescat amb finalitats alimentàries amb palangres de fons. No obstant això, es desconeix si açò representa una amenaça real per a l'espècie.